# ラ・マッダレーナ
ラ・マッダレーナ（La Maddalena）は、イタリア共和国サルデーニャ州サッサリ県にある人口約1万1000人の基礎自治体（コムーネ）。

## 概要
ラ・マッダレーナ諸島の島々からなり、保養地として知られる。イタリア統一運動の英雄として知られるジュゼッペ・ガリバルディの終焉の地である。

### 名称
標準イタリア語以外では以下の名称を持つ。
- サルデーニャ語: Sa Madalena
- ガッルーラ方言 (en) : A Madalena

## 地理

### 位置・広がり
サルデーニャ島の北海岸に位置する。オルビアから北北西へ約33km、テンピオ・パウザーニアから北東へ約43km、州都カリャリから北北東へ約225kmの距離にある。また、コルシカ島のボニファシオから南東へ約28km、イタリアの首都ローマからは西南西へ約680kmの距離に位置する。
コムーネは、マッダレーナ(La Maddalena)、カプレーラ(Caprera)、サント・ステーファノ(S. Stefano)、スパルジ(Spargi)、ブデッリ(Budelli)、サンタ・マリーア (Santa Maria)、ラッツォーリ (Razzoli)の7つの主要な島とその他のいくつかの小島から成るラ・マッダレーナ諸島からなっている。主要な集落はマッダレーナ島にあり、本土側のパラーウの街からは北東へ約4.5km離れている。

## 歴史
カプレーラ島は、南米ウルグアイの大戦争とイタリア統一運動で赤シャツ隊を率いて活躍し「ふたつの世界の英雄」と呼ばれたジュゼッペ・ガリバルディが、1861年から彼の死（1882年）まで退隠生活を送った場所である。彼はここに有名な「白い家」(Casa bianca)を建て、良い耕作人として過ごした。彼がカプレーラ島で死に、今では博物館の家とガリバルディの墓が公開されている。
2009年に行われたG8サミットの開催予定地であった。

## 行政

### 分離集落
ラ・マッダレーナには、以下の分離集落（フラツィオーネ）がある。
- Abbatoggia, Cala Francese, Cala Santa Maria, Moneta, Porto Massimo, Punta Villa, Puzzoni, Stagnali (カプレーラ島), Stazzo Villa, Sualeddu, Villaggio Piras

## 対外関係

### 姉妹都市･提携都市
姉妹都市
- アジャクシオ（フランス共和国 コルス地方 コルス＝デュ＝シュド県）

提携都市
- ニース（フランス共和国 プロヴァンス･アルプ･コートダジュール地方 アルプ＝マリティーム県）

## 文化

### 言語
マッダレーナ方言はコルシカ語の一種で、ガッルーラ方言に似ているが、ジェノヴァ方言やラ・スペーツィア方言、ポンツァ方言が混ざっているので、いくつかの特徴的なニュアンスがある。